# هالي مور
هالي مور (بالإنجليزية: Haley Moore)‏ هي لاعبة غولف أمريكية، ولدت في 25 نوفمبر 1998 في كريستال ليك في الولايات المتحدة.